# Kevin López (pallavolista)
Kevin López (24 aprile 1995) è un pallavolista portoricano, schiacciatore dei Gigantes de Carolina.

## Carriera

### Club
La carriera di Kevin López inizia nei tornei scolastici portoricani, giocando per la Ocupacional Urbana. Successivamente gioca a livello universitario, impegnato nella Liga Atlética Interuniversitaria de Puerto Rico con la Turabo: parallelamente inizia anche la carriera professionistica, ingaggiato dai Cariduros de Fajardo, con cui debutta nella stagione 2014 nella Liga de Voleibol Superior Masculino. Nella stagione seguente, in seguito alla mancata iscrizione della sua franchigia, approda in prestito ai Gigantes de Carolina; raggiungendo le finali scudetto.
Nel campionato 2016-17 ritorna a vestire la maglia dei Cariduros de Fajardo, ma nel campionato seguente gioca ancora coi Gigantes de Carolina. Per la LVSM 2018 difende i colori dei Llaneros de Toa Baja, venendo premiato come miglior servizio e rising star del torneo, mentre nell'edizione seguente del torneo, dopo una breve esperienza in Libia con il connazionale Luis Guillermo García all'Al-Ahly Bengasi, si accasa con gli Indios de Mayagüez. 
Torna in campo negli Stati Uniti d'America, partecipando alla NVA 2021 coi Las Vegas Ramblers. Per il campionato 2021-22 viene ingaggiato dai greci dell'Aristotelīs Skydras, in Pre League, dove tuttavia rimane solo fino a dicembre a causa di alcuni problemi burocratici. Rientra in campo nella Liga de Voleibol Superior Masculino 2022, tornando in forza ai Gigantes de Carolina, mentre nell'edizione seguente del torneo indossa la casacca dei Changos de Naranjito. 
Nella Liga de Voleibol Superior Masculino 2024 torna a difendere i colori della formazione carolinense.

### Nazionale
Nel 2014 fa parte della nazionale portoricana Under-21 impegnata al campionato nordamericano.
Nel 2016 fa il suo esordio in nazionale maggiore in occasione della World League, conquistando in seguito la medaglia d'argento alla Coppa panamericana 2017 e quella d'oro prima ai XXIII Giochi centramericani e caraibici e poi al campionato nordamericano 2021. Nel 2024 vince la medaglia d'oro alla NORCECA Final Four e quella di bronzo alla Coppa panamericana.

## Palmarès

### Nazionale (competizioni minori)
- Coppa panamericana 2017
- Giochi centramericani e caraibici 2018
- NORCECA Final Four 2024
- Coppa panamericana 2024

### Premi individuali
- 2018 - Liga de Voleibol Superior Masculino: Miglior servizio
- 2018 - Liga de Voleibol Superior Masculino: Rising star